# Issak Fines-Leleiwasa
Pas d'image ? Cliquez ici

a Compétitions nationales et continentales officielles uniquement.

b Matchs officiels uniquement.
Dernière mise à jour le 22 octobre 2023.
Issak Fines-Leleiwasa est né le 2 octobre 1995 à Sydney (Australie), est un joueur international australien de rugby à XV, jouant au poste de demi de mêlée avec la franchise de Western Force en Super Rugby depuis 2022.

## Biographie
Issak Fines-Leleiwasa est de descendance fidjienne.

### Carrière en club
Issak Fines-Leleiwasa fait ses débuts avec le club de Queensland Country en 2016 dans le National Rugby Championship (NRC), puis rejoint Brisbane City un an plus tard .  La saison suivante, il s'engage avec la Western Force, jouant dans le même championnat. Avec cette équipe, il remporte notamment la saison 2019 du NRC. En 2020, il signe avec les Brumbies, où il dispute une dizaine de matchs en Super Rugby et marque trois essais. Durant ses deux années chez les Brumbies, il remporte le Super Rugby AU en 2020, puis est finaliste la saison suivante.
Le demi de mêlée fait son retour avec la Western Force, qui a également fait son retour en Super Rugby, à partir de la saison 2022.
Le principal point fort du joueur est sa pointe de vitesse.

### Carrière internationale
Fines-Leleiwasa est sélectionné avec l'équipe d'Australie des moins de 20 ans pour le Championnat du monde junior 2015.
En juillet 2023, il connaît sa première expérience internationale avec l'Australie A (en) (équipe réserve australienne) contre les Tonga et convainc ainsi le sélectionneur Eddie Jones à l'appeler pour disputer la Coupe du monde 2023 en France. Jamais capé avec les Wallabies, il est considéré comme une inclusion surprise dans le groupe pour le mondial, Fines-Leleiwasa étant préféré à Ryan Lonergan (en). Sa première cape internationale intervient le 27 août 2023, le demi de mêlée disputant les dernières minutes contre la France.
Il participe à deux rencontres de la poule C contre les Fidji et le Portugal durant la Coupe du monde 2023.

## Statistiques en équipe nationale
Au 22 octobre 2023, Fines-Leleiwasa compte 3 capes en équipe d'Australie, toutes en tant que remplaçant.
Il prend part à la Coupe du monde en 2023, son premier tournoi majeur. 

## Palmarès
- Western Force
  - Vainqueur du National Rugby Championship en 2019.
  - Vainqueur du Global Rapid Rugby en 2019.
- Brumbies
  - Vainqueur du Super Rugby AU en 2020.
  - Finaliste du Super Rugby AU en 2021.